# Baramia solitaria
Baramia solitaria is een hooiwagen uit de familie Podoctidae. De wetenschappelijke naam van Baramia solitaria gaat terug op Roewer.